# Adele Fátima
Adele Fátima Hahlbohm (Rio de Janeiro, 17 février 1954) est une danseuse, actrice et mannequin brésilienne.

## Biographie
De mère brésilienne et père allemand, Adele Fátima commence sa carrière à l'âge de 17 ans en participant au spectacle dirigé par Osvaldo Sargentelli . Une publicité pour Sardinhas 88 dans laquelle Adèle joue en 1978, dansant en bikini, connait à l'époque un grand succès,.
Encore en 1978, déjà bien connue, elle est invitée par Albert Broccoli et participe au tournage de Moonraker, de la série 007, dans le rôle d'une bond girl brésilienne. Bien que son nom et sa photo apparaissent au générique et dans la publicité du film, les scènes dans laquelle elle apparait sont coupées lors de l'édition finale. Les scènes ont été tournées avec l'actrice Emily Bolton,,.
En 1979, elle incarne la protagoniste Clara das Neves dans Histórias Que Nossas Babás não Contavam, une parodie sensuelle de l'histoire de Blanche-Neige. Le film a  un succès dans les cinémas brésiliens et également à la télévision, étant constamment projeté lors des séances nocturnes de SBT dans les années 1980.

## Mocidade
En 1974 ou 1975, elle fait son début à l'école de samba Mocidade. En 1981, elle défile devant les tambours de l'école, une position qu'elle garde dans les années 1982 (quand elle défile enceinte de 6 mois), 1983 et 1984.